# تيار أحادي الطور

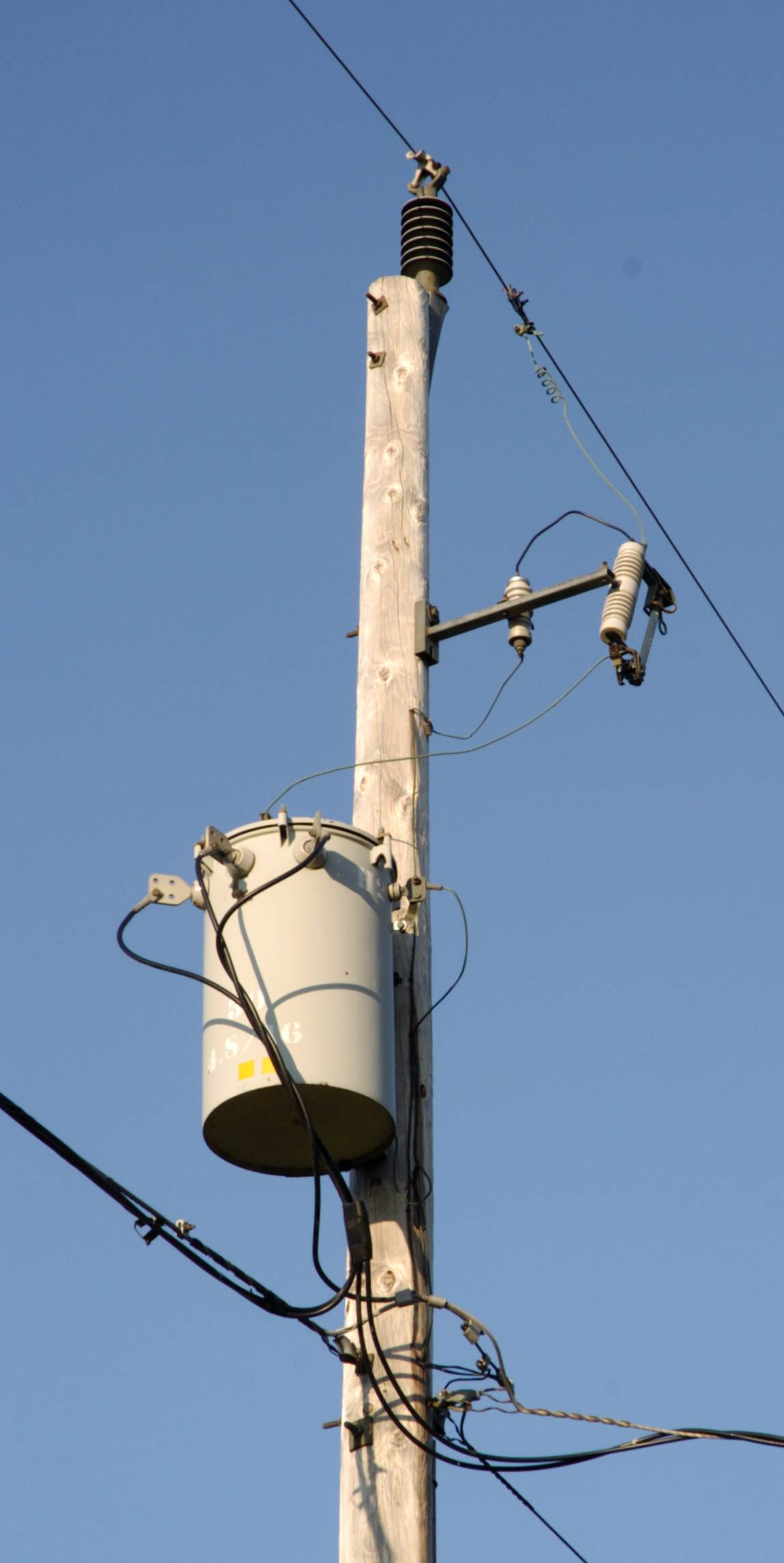
سلك واحد وتيار أحادي الطور

التيار أحادي الطور أو أحادي الوجه هو تيار كهربي يمكن أن يكون تيار مستمر أو تيار متردد لكنها مرتبطة أكثر بالمتردد، كان هذا التيار هو السائد والمنتشر في بدايات صناعة المحطات الكهربية، لكن بعدها وحين انتشرت المصانع وزادت الأحمال إلى مستويات عالية أُسْتُغْنِّي عنه لثلاثة أسباب:
1) أن اضطراد الزيادة في أعداد المستفيدين وضخامة الطلب وتوسع المدن حتم إيجاد وسيلة جديدة لمجابهة الطلب المتزايد على الطاقة، وبعث الطاقة محملة على تيار واحد لن يمكن معامل إنتاج الكهرباء من توفير الطاقة بالكميات المطلوبة بسبب أن قدرة الموصل الكهربي (سلك التوصيل) محدودة ومحددة مسبقا فلا يمكن تجاوزها مطلقا وتحميل السلك ما لا يحتمل وبالتالي حصل عجز في تلبية الطلب على الطاقة الكهربائية.
2) أن الطلب العالمي المتكاثر على المنتجات والبضائع جعل المصانع تسعى لزيادة الإنتاج وبالتالي جلب محركات حثيةذات قدرات ضخمة للتحويل إلى الطاقة الميكانيكية من الكهربية، وهذا ما يتعذر في حالة التيار الأحادي لإن المحرك الدوار يحتاج إلى وسيلة تساعده أولا على البدء في الدوران وذلك لإن الموجبة الموجبة للتيار تساوي وتكافئ تماما الموجبة السالبة منه وبالتالي لا يمكنه الدوران في البداية ويكون في حاجة إلى وسيلة مساعدة تغلب إحدى الموجتين على الأخرى فيدور المحرك باتجاه الموجة الغالبة.
3) كما أن قدرات محركات المصممة للعمل على التيار الأحادي ضيئلة القدرة نسبيا ولاتتجاوز على الأكثر 3 حصان ميكانيكي، فكفائته منخفضة وبالكاد تتجاوز النصف، فيكون الهدر في الطاقة الكهربية كبيرا في سبيل الحصول على طاقة ميكانيكة تتراوح من 1-2 حصان ميكانيكي.
دعت هذه الأسباب إلى الاستغناء عن التيار الأحادي تماما في محطات القدرة واستبداله بوسيلتين أخرى ين هن:
- تيار ثلاثي الأسلاك
- تيار ثلاثي الأطوار

## اقرأ أيضا
- تيار ثلاثي الأطوار
- مولد كهربائي
- محول كهربائي
- مغناطيس كهربي
- ثلاثي الأطوار
- طور الموجة
- محرك كهربائي
- إثارة (مغناطيسية)